# Castries River
Der Castries River ist ein Fluss an der Westküste der Karibikinsel St. Lucia. Er trägt den Namen der gleichnamigen Bucht und der Hauptstadt der Insel.

## Geographie
Der Fluss ist nur etwa 2 km lang. Er entspringt im Gebiet des Ortes Castries, in einem Tal von Bocage, wo er unter anderem die Ravine Chabot aufnimmt. Er verläuft nach Westen, wobei er von Entrepot, Arundel Hill und Parker's Hill noch weitere Bäche von links und Süden her aufnimmt. Die meiste Zeit verläuft er in dichtbesiedeltem Stadtgebiet von Castries und mündet kurz nach der Brücke des Millenium Highway am Fährterminal in Castries Port ins Karibische Meer.
Im Ortskern von Castries grenzen Morne Girard Road, Riverside Road, Brazil Street auf der Nordseite und die Hospital Road auf dem Südufer direkt an den Fluss. Auch die Feuerwache (Castries Fire Station) und das Viex Fort Bus Terminal liegen direkt am Fluss.